# 1 500 mètres masculin aux Jeux olympiques d'été de 1936 (athlétisme)
Pour un article plus général, voir Athlétisme aux Jeux olympiques d'été de 1936.
Navigation
Los Angeles 1932 Londres 1948
L'épreuve du 1 500 mètres masculin aux Jeux olympiques de 1936 s'est déroulée les 4 et 6 août 1936 au Stade olympique de Berlin, en Allemagne. Elle est remportée par le Néo-zélandais Jack Lovelock.

## Résultats

### Finale
| Rang               | Athlète                | Pays             | Temps        | Notes |
| ------------------ | ---------------------- | ---------------- | ------------ | ----- |
| Médaille d'or      | Jack Lovelock          | Nouvelle-Zélande | 3 min 47 s 8 | WR    |
| Médaille d'argent  | Glenn Cunningham       | États-Unis       | 3 min 48 s 4 |       |
| Médaille de bronze | Luigi Beccali          | Italie           | 3 min 49 s 2 |       |
| 4                  | Archie San Romani (en) | États-Unis       | 3 min 50 s 0 |       |
| 5                  | Phil Edwards           | Canada           | 3 min 50 s 4 |       |
| 6                  | Jerry Cornes           | Grande-Bretagne  | 3 min 51 s 4 |       |
| 7                  | Miklós Szabó           | Hongrie          | 3 min 53 s 0 |       |
| 8                  | Robert Goix            | France           | 3 min 53 s 8 |       |
| 9                  | Gene Venzke (en)       | États-Unis       | 3 min 55 s 0 |       |
| 10                 | Fritz Schaumburg (en)  | Allemagne        | 3 min 56 s 2 |       |
| 11                 | Eric Ny (en)           | Suède            | 3 min 57 s 6 |       |
| 12                 | Werner Böttcher (en)   | Allemagne        | 4 min 04 s 2 |       |